# Deadpool (gra komputerowa)
Deadpool – komputerowa gra akcji z widokiem trzecioosobowym, wyprodukowana przez High Moon Studios i wydana przez Activision Blizzard, oparta na postaci z komiksów wydawnictwa Marvel. Premiera odbyła się 25 czerwca 2013 roku. Gracz wciela się w tytułowego Deadpoola, który szantażem zmusza programistów do napisania gry akcji z nim w roli głównej. Gra otrzymała mieszane noty. Krytycy chwalili poczucie humoru twórców i inteligentne burzenie czwartej ściany, jednak krytykowali za powtarzalność i słabą grywalność.